# Gällstads distrikt
Gällstads distrikt er et folkeregisterdistrikt i Ulricehamns kommun og Västra Götalands län.
Distriktet ligger sydøst for Ulricehamn.

## Tidligere administrativt tilhørsforhold
Distriktet blev oprettet i 2016, og det består af Gällstad Sogn (Gällstads socken) i Ulricehamns kommune.
Området har den samme udstrækning som Gällstad Menighed (Gällstads församling) havde ved årsskiftet 1999/2000.

57°39′52″N 13°25′50″Ø / 57.66444°N 13.43056°Ø